# Ahmed Awad ben Moubarak
Pour les articles homonymes, voir Moubarak (homonymie).
Ahmed Awad ben Moubarak (en arabe : أحمد عوض بن مبارك, né en 1968 à Aden en Yémen du Sud) est un économiste, diplomate, homme d'affaires et homme politique yéménite.

## Biographie

### Jeunesse et formation
Haut fonctionnaire, Ahmed ben Moubarak est diplômé en gestion de l'université de Bagdad. Son père est commerçant. 

### Conférence de Dialogue national
Ben Moubarak avait auparavant joué un rôle important dans le processus de transition politique des années 2000. 

### Désignation avortée comme Premier ministre
Il est nommé Premier ministre du Yémen le 7 octobre 2014 par le président Abdrabbo Mansour Hadi, après avoir dirigé son cabinet pendant plusieurs mois. Sa nomination intervient dans un contexte de crise, après la prise de Sanaa en septembre par les rebelles chiites Houthis et la démission du Premier ministre Muhammad Basindawa. Le président Hadi s'était engagé à effectuer un changement de gouvernement à la suite d'importants mouvements de protestation au cours de l'été 2014. Les Houthis rejettent sa nomination.
Le 9 octobre suivant, sous la pression des rebelles, il présente sa démission. Khaled Bahah est nommé à sa place.
Le 17 janvier 2015, il est enlevé par des miliciens chiites à Hada, un quartier de Sanaa, puis libéré le 27 janvier 2015 après avoir été emmené à Shabwah.

### Ambassadeur aux États-Unis et représentant permanent aux Nations unies
Il est ensuite nommé ambassadeur du Yémen aux États-Unis le 3 août 2015.
Le 4 décembre 2015 à Sanaa, une enquête est lancée par un juge pro-Houthis à l'encontre de cadres du gouvernement yéménite, dont le président Abdrabbo Mansour Hadi, ben Moubarak et l'ancien ministre des Affaires étrangères Riad Yassine, pour « corruption » et « conspiration contre le peuple »,. Le 25 mars 2017, il est « condamné à mort » par un tribunal contrôlé par les Houthis pour « haute trahison » pour avoir « participé à l'agression du Yémen et avoir porté atteinte à l'intégrité territoriale de la République yéménite ».
Le 13 août 2018, il est nommé ambassadeur du Yémen à l'ONU,.

### Ministre des Affaires étrangères
Le 18 décembre 2020, il devient ministre des Affaires étrangères.

### Premier ministre
Le 5 février 2024, il est nommé Premier ministre.